# تک‌سوئیان
تک‌سوئیان (نام علمی: Monotropoideae) نام یک زیرخانواده از تیره خلنگیان است.